# Ahwat
el-Ahwat és el nom del jaciment arqueològic a la regió de Manasses d'Israel. Es troba uns 16 quilòmetres a l'est de Cesarea. Fou descoberta al novembre de 1992, durant un estudi del terreny. Es considera la zona d'habitatge dels antics israelians més al nord-oest de la regió. Els assentaments han estat datats de ser de les eres de bronze i ferro. També es creu que els habitants nadius d'Ahwat eren la tribu Shadana, una cultura navegant del segle XII aC.